# جيمس واتكنز
جيمس توماس واتكنز  (بالإنجليزية: James Thomas Watkins)‏ (20 ماي 1973) هو مخرج أفلام وكاتب سيناريو إنجليزي، عُرف بإخراجه فيلم المرأة ذات الرداء الأسود.

## أعماله

### باعتباره مخرجا
- بحيرة عدن (2008)
- المرأة ذات الرداء الأسود (2012)
- يوم الباستيل  (2016)

### باعتباره كاتب سيناريو
- بحيرة عدن (2008)

## روابط خارجية
- جيمس واتكنز على موقع IMDb (الإنجليزية)
- جيمس واتكنز على موقع روتن توميتوز (الإنجليزية)
- جيمس واتكنز على موقع ألو سيني (الفرنسية)
- جيمس واتكنز على موقع بوكس أوفيس موجو (الإنجليزية)
- جيمس واتكنز على موقع قاعدة بيانات الفيلم (الإنجليزية)